# Мартусевич, Максим Вячеславович
Максим Вячеславович Мартусевич (7 марта 1995, Москва, Россия) — российский футболист, полузащитник клуба 2DROTS.

## Карьера
Воспитанник ЦСКА, выступал за молодёжную команду клуба.
31 август 2015 года подписал контракт с сербским «Явором» Иваница. Дебютировал в чемпионате Сербии 14 октября в матче против команды «Младост», выйдя на замену на 68-й минуте.
В 2016 году подписал контракт с пензенским «Зенитом», в составе которого провёл 12 матчей и забил 1 гол.
В феврале 2017 перешёл в португальский клуб «Униан Лейрия». С января 2019 — в клубе «Визела».
Вернувшись в Россию, в начале сентября подписал контракт с ФК «Зоркий». 21 февраля 2020 перешёл в «Химки». Финалист Кубка России 2019/20. Провёл в начале сезона РПЛ 2020/21 шесть матчей и в середине октября расторг контракт. Новой командой Мартусевича стал «СКА-Хабаровск», выступавший в ФНЛ, с которым заключил контракт до конца сезона.
В 2024 году присоединился к медиафутбольной команде 2DROTS. В 5 сезоне Медиалиги провёл 10 матчей, не отметившись голами. Во время выступлений за 2DROTS в матче против «Амкала» порвал крестообразные связки колена. Клуб и лига не оплачивали лечение, поэтому Мартусевич взял кредит на 420 тысяч рублей, чтобы сделать операцию. Позднее клуб оплатил лечение Мартусевича.
В июне 2025 года покинул 2DROTS.